# Campionato europeo femminile di calcio 2013
L'undicesima edizione del campionato europeo femminile di calcio si è svolta in Svezia tra il 10 e il 28 luglio 2013. Per il paese scandinavo è stato il secondo europeo organizzato, dopo quello del 1997 organizzato insieme alla Norvegia. Il Paese ospite è stato scelto il 4 ottobre 2010 a Minsk dal Comitato Esecutivo della UEFA e la Svezia è stata scelta scartando la candidatura dei Paesi Bassi.
Il torneo è stato vinto dalla Germania per l'ottava volta nella sua storia, la sesta consecutiva, dopo aver sconfitto in finale la Norvegia.

## Struttura del torneo
Venne confermata la partecipazione di dodici nazionali alla fase finale per l'ultima volta, visto che dall'edizione 2017 il numero di squadre partecipanti sarebbe stato aumentando da 12 a 16.

## Qualificazioni
Le qualificazioni sono iniziate il 3 marzo 2011, concludendosi il 25 ottobre 2012. La nazionale svedese è stata ammessa direttamente come rappresentativa del paese organizzatore, mentre le restanti 44 squadre nazionali hanno preso parte alle qualificazioni. Alle qualificazioni non hanno partecipato Andorra, Azerbaigian, Cipro, Gibilterra, Liechtenstein e San Marino.
La fase di qualificazione è suddivisa in tre turni:
- Turno preliminare: le 8 nazionali con il ranking UEFA peggiore sono suddivise in due gruppi da quattro squadre. Ogni gruppo gioca in un girone all'italiana che si disputa in una delle nazioni rappresentate estratte a sorte dalla UEFA. Le due vincitrici dei gironi vengono promosse alla fase a gironi di qualificazione.
- Girone di qualificazione: Le 38 nazionali (36 dal ranking superiore più le due promosse dal turno preliminare) sono divise in tre gironi da sei squadre e in quattro gironi da cinque squadre. Ogni gruppo è giocato con il formato del girone all'italiana. Le sette vincitrici dei gironi e la migliore seconda (non contando i risultati contro la sesta classificata dei gironi da sei) si qualificano direttamente per la fase finale, mentre le sei restanti seconde classificate sono ammesse alla fase dei play-off.
- Play-off: Le sei nazionali rimaste giocano partite di andata e ritorno per determinare l'ultime tre squadre qualificate.

## Squadre partecipanti
| Pr. | Squadra     | Data di qualificazione certa | Partecipante in quanto                                         | Ultima presenza      |
| --- | ----------- | ---------------------------- | -------------------------------------------------------------- | -------------------- |
| 1   | Svezia      | 4 ottobre 2010               | Rappresentativa della nazione organizzatrice della fase finale | Finlandia 2009       |
| 2   | Italia      | 16 giugno 2012               | Vincitrice gruppo 1 di qualificazione                          | Finlandia 2009       |
| 3   | Germania    | 16 giugno 2012               | Vincitrice gruppo 2 di qualificazione                          | Finlandia 2009       |
| 4   | Francia     | 15 settembre 2012            | Vincitrice gruppo 4 di qualificazione                          | Finlandia 2009       |
| 5   | Finlandia   | 15 settembre 2012            | Vincitrice gruppo 5 di qualificazione                          | Finlandia 2009       |
| 6   | Norvegia    | 19 settembre 2012            | Vincitrice gruppo 3 di qualificazione                          | Finlandia 2009       |
| 7   | Inghilterra | 19 settembre 2012            | Vincitrice gruppo 6 di qualificazione                          | Finlandia 2009       |
| 8   | Danimarca   | 19 settembre 2012            | Vincitrice gruppo 7 di qualificazione                          | Finlandia 2009       |
| 9   | Paesi Bassi | 19 settembre 2012            | Migliore seconda delle qualificazioni                          | Finlandia 2009       |
| 10  | Spagna      | 24 ottobre 2012              | Vincitrice play-off                                            | Norvegia/Svezia 1997 |
| 11  | Russia      | 25 ottobre 2012              | Vincitrice play-off                                            | Finlandia 2009       |
| 12  | Islanda     | 25 ottobre 2012              | Vincitrice play-off                                            | Finlandia 2009       |

## Stadi
| Göteborg                        | Solna | Norrköping                        |
| ------------------------------- | --- | --------------------------------- |
| Gamla Ullevi Capacità: 15 000   | Friends Arena Capacità: 50 100                                                                                           | Nya Parken Capacità: 11 750       |
| 3 gironi 1 semifinale           | Finale | 3 gironi 1 quarto di finale       |
|                                 | |                                   |
| Linköping                       | Halmstad Växjö Göteborg Solna Kalmar Norrköping Linköping Stadi ospitanti i campionati europei di calcio femminile 2013. | Kalmar                            |
| Linköping Arena Capacità: 8 000 | Halmstad Växjö Göteborg Solna Kalmar Norrköping Linköping Stadi ospitanti i campionati europei di calcio femminile 2013. | Guldfågeln Arena Capacità: 11 800 |
|                                 | Halmstad Växjö Göteborg Solna Kalmar Norrköping Linköping Stadi ospitanti i campionati europei di calcio femminile 2013. |                                   |
| 3 gironi 1 semifinale           | Halmstad Växjö Göteborg Solna Kalmar Norrköping Linköping Stadi ospitanti i campionati europei di calcio femminile 2013. | 3 gironi 1 quarto di finale       |
| Halmstad                        | Halmstad Växjö Göteborg Solna Kalmar Norrköping Linköping Stadi ospitanti i campionati europei di calcio femminile 2013. | Växjö                             |
| Örjans Vall Capacità: 7 500     | Halmstad Växjö Göteborg Solna Kalmar Norrköping Linköping Stadi ospitanti i campionati europei di calcio femminile 2013. | Myresjöhus Arena Capacità: 12 000 |
|                                 | Halmstad Växjö Göteborg Solna Kalmar Norrköping Linköping Stadi ospitanti i campionati europei di calcio femminile 2013. |                                   |
| 3 gironi 1 quarto di finale     | Halmstad Växjö Göteborg Solna Kalmar Norrköping Linköping Stadi ospitanti i campionati europei di calcio femminile 2013. | 3 gironi 1 quarto di finale       |

## Sorteggio
Il sorteggio si è svolto il 9 novembre 2012 allo Svenska Mässan Exhibition and Congress Centre di Göteborg. Svezia Germania e Francia sono state inserite automaticamente, e rispettivamente, nei gruppi A, B e C. Le altre nove squadre sono state divise, in base al ranking UEFA, in due urne, una di tre e una di sei squadre.
| Teste di serie                                           | Urna 1                      | Urna 2                                                |
| -------------------------------------------------------- | --------------------------- | ----------------------------------------------------- |
| Svezia (Gruppo A) Germania (Gruppo B) Francia (Gruppo C) | Inghilterra Norvegia Italia | Danimarca Islanda Finlandia Russia Paesi Bassi Spagna |

## Fase a gruppi

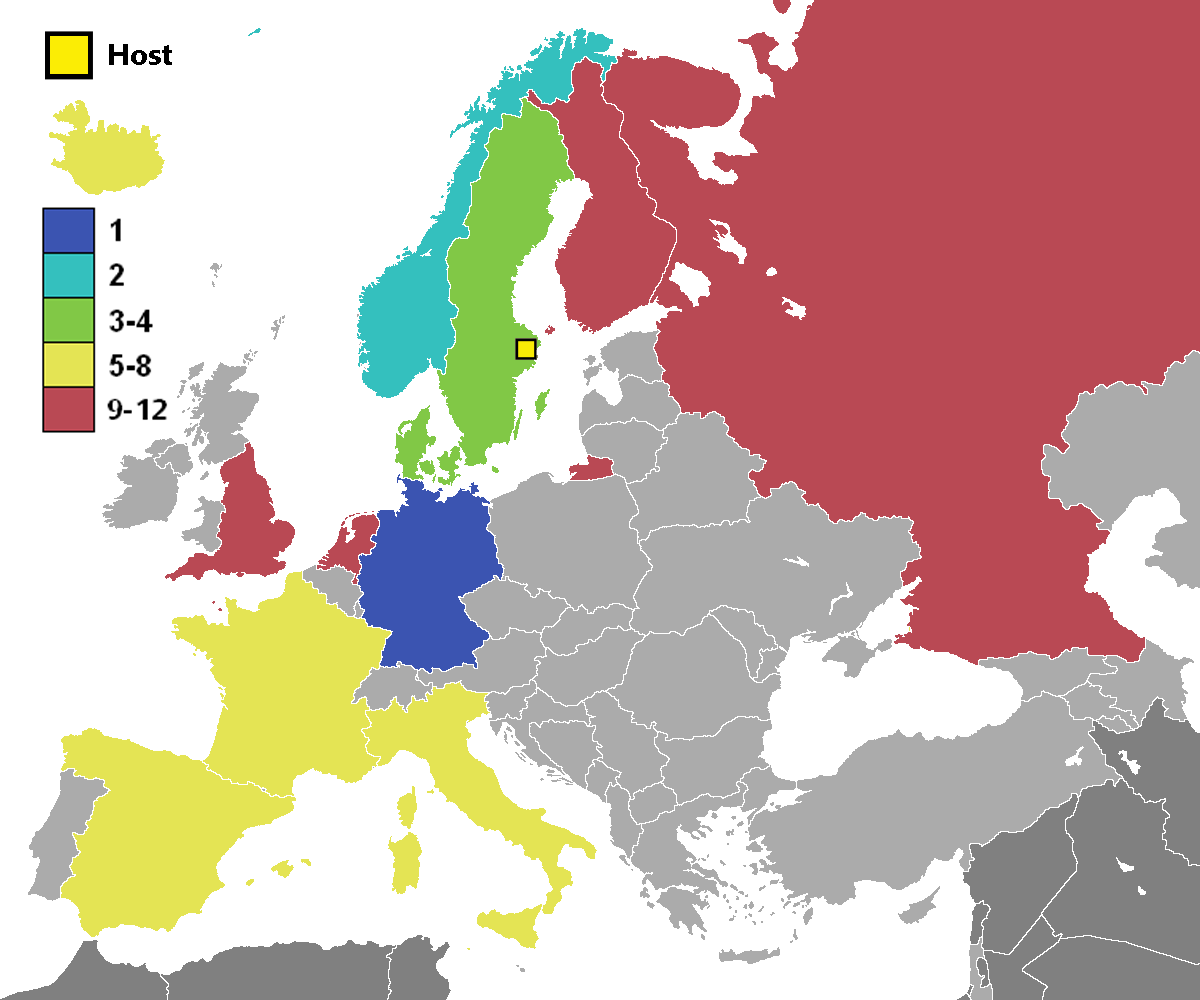
Piazzamenti delle nazionali a Euro 2013

Si qualificano alla fase ad eliminazione diretta le prime due classificate di ciascuno dei quattro gruppi.
In caso di parità di punti tra due o più squadre di uno stesso gruppo, le posizioni in classifica verranno determinate prendendo in considerazione, nell'ordine, i seguenti criteri:
1. maggiore numero di punti negli scontri diretti tra le squadre interessate (classifica avulsa);
2. migliore differenza reti negli scontri diretti tra le squadre interessate (classifica avulsa);
3. maggiore numero di reti segnate negli scontri diretti tra le squadre interessate (classifica avulsa);
4. migliore differenza reti;
5. maggiore numero di reti segnate;
6. calci di rigore se le due squadre sono a parità di punti al termine dell'ultima giornata;
7. posizione del ranking UEFA al momento del sorteggio dei gironi.

### Gruppo A
| Pos. | Squadra   | Pt | G | V | N | P | GF | GS | DR |
| ---- | --------- | -- | - | - | - | - | -- | -- | -- |
| 1.   | Svezia    | 7  | 3 | 2 | 1 | 0 | 9  | 2  | +7 |
| 2.   | Italia    | 4  | 3 | 1 | 1 | 1 | 3  | 4  | -1 |
| 3.   | Danimarca | 2  | 3 | 0 | 2 | 1 | 3  | 4  | -1 |
| 4.   | Finlandia | 2  | 3 | 0 | 2 | 1 | 1  | 6  | -5 |

| Halmstad 10 luglio 2013, ore 18:00 UTC+2 | Italia        | 0 – 0 referto | Finlandia | Örjans Vall (3 011 spett.)\| Arbitro: \| Teodora Albon \| |
| Arbitro:                                 | Teodora Albon |               |           |                                                           |

| Arbitro: | Bibiana Steinhaus |

|             |           |             |
| Fischer 35’ | Marcatori | 25’ Knudsen |

| Arbitro: | Esther Staubli |

|                          |           |              |
| Gabbiadini 55’ Mauro 60’ | Marcatori | 66’ Brogaard |

| Arbitro: | Cristina Dorcioman |

|  |           |                                               |
|  | Marcatori | 15’, 36’ Fischer 38’ Asllani 60’, 87’ Schelin |

| Arbitro: | Katalin Kulcsár |

|                                           |           |                |
| Manieri 47’ (aut.) Schelin 49’ Öqvist 57’ | Marcatori | 78’ Gabbiadini |

| Arbitro: | Kateryna Monzul' |

|              |           |             |
| Brogaard 29’ | Marcatori | 87’ Sjölund |

### Gruppo B
| Pos. | Squadra     | Pt | G | V | N | P | GF | GS | DR |
| ---- | ----------- | -- | - | - | - | - | -- | -- | -- |
| 1.   | Norvegia    | 7  | 3 | 2 | 1 | 0 | 3  | 1  | +2 |
| 2.   | Germania    | 4  | 3 | 1 | 1 | 1 | 3  | 1  | +2 |
| 3.   | Islanda     | 4  | 3 | 1 | 1 | 1 | 2  | 4  | -2 |
| 4.   | Paesi Bassi | 1  | 3 | 0 | 1 | 2 | 0  | 2  | -2 |

| Arbitro: | Katalin Kulcsár |

|             |           |                         |
| Hegland 26’ | Marcatori | 86’ (rig.) Viðarsdóttir |

| Växjö 11 luglio 2013, ore 20:30 UTC+2 | Germania            | 0 – 0 referto | Paesi Bassi | Myresjöhus Arena (8 861 spett.)\| Arbitro: \| Silvia Tea Spinelli \| |
| Arbitro:                              | Silvia Tea Spinelli |               |             |                                                                      |

| Arbitro: | Teodora Albon |

|                 |           |  |
| Gulbrandsen 54’ | Marcatori |  |

| Arbitro: | Kirsi Heikkinen |

|  |           |                                      |
|  | Marcatori | 24’ Lotzen 55’, 84’ Okoyino da Mbabi |

| Arbitro: | Esther Staubli |

|  |           |               |
|  | Marcatori | 45+1’ Isaksen |

| Arbitro: | Cristina Dorcioman |

|  |           |                    |
|  | Marcatori | 30’ Brynjarsdóttir |

### Gruppo C
| Pos. | Squadra     | Pt | G | V | N | P | GF | GS | DR |
| ---- | ----------- | -- | - | - | - | - | -- | -- | -- |
| 1.   | Francia     | 9  | 3 | 3 | 0 | 0 | 7  | 1  | +6 |
| 2.   | Spagna      | 4  | 3 | 1 | 1 | 1 | 4  | 4  | 0  |
| 3.   | Russia      | 2  | 3 | 0 | 2 | 1 | 3  | 5  | -2 |
| 4.   | Inghilterra | 1  | 3 | 0 | 1 | 2 | 3  | 7  | -4 |

| Arbitro: | Jenny Palmqvist |

|                              |           |              |
| Delie 21’, 32’ Le Sommer 67’ | Marcatori | 84’ Morozova |

| Arbitro: | Kateryna Monzul' |

|                      |           |                                       |
| Aluko 8’ Bassett 89’ | Marcatori | 5’ Boquete 85’ Hermoso 90+3’ Putellas |

| Arbitro: | Bibiana Steinhaus |

|              |           |               |
| Duggan 90+2’ | Marcatori | 38’ Korovkina |

| Arbitro: | Carina Vitulano |

|  |           |           |
|  | Marcatori | 5’ Renard |

| Arbitro: | Kirsi Heikkinen |

|                                   |           |  |
| Le Sommer 9’ Nécib 62’ Renard 64’ | Marcatori |  |

| Arbitro: | Jenny Palmqvist |

|               |           |             |
| Terechova 44’ | Marcatori | 14’ Boquete |

### Confronto tra le terze classificate
| Pos. | Gr. | Squadra   | Pt | G | V | N | P | GF | GS | DR |
| ---- | --- | --------- | -- | - | - | - | - | -- | -- | -- |
| 1.   | B   | Islanda   | 4  | 3 | 1 | 1 | 1 | 2  | 4  | -2 |
| 2.   | A   | Danimarca | 2  | 3 | 0 | 2 | 1 | 3  | 4  | -1 |
| 3.   | C   | Russia    | 2  | 3 | 0 | 2 | 1 | 3  | 5  | -2 |

## Fase a eliminazione diretta

### Tabellone
|  | Quarti di finale | Quarti di finale | Quarti di finale |           |                | Semifinali     | Semifinali | Semifinali |  |  | Finale | Finale | Finale |  |
|  |                  |                  |                  |           |                |                |            |            |  |  |        |        |        |  |
|  | 1A               | Svezia           | 4                |           |                |                |            |            |  |  |        |        |        |  |
|  | 1A               | Svezia           | 4                |           |                |                |            |            |  |  |        |        |        |  |
|  | 3B               | Islanda          | 0                |           |                |                |            |            |  |  |        |        |        |  |
|  | 3B               | Islanda          | 0                |           | Svezia         | Svezia         | 0          |            |  |  |        |        |        |  |
|  |                  |                  |                  |           | Svezia         | Svezia         | 0          |            |  |  |        |        |        |  |
|  |                  |                  | Germania         | Germania  | 1              |                |            |            |  |  |        |        |        |  |
|  | 2A               | Italia           | Germania         | Germania  | 1              | 0              |            |            |  |  |        |        |        |  |
|  | 2A               | Italia           |                  |           |                |                |            |            |  |  |        |        |        |  |
|  | 2B               | Germania         | 1                |           |                |                |            |            |  |  |        |        |        |  |
|  | 2B               | Germania         | 1                |           | Germania       | Germania       | 1          |            |  |  |        |        |        |  |
|  |                  |                  |                  |           |                |                |            |            |  |  |        |        |        |  |
|  |                  |                  | Norvegia         | Norvegia  | 0              |                |            |            |  |  |        |        |        |  |
|  | 1B               | Norvegia         | Norvegia         | Norvegia  | 0              | 3              |            |            |  |  |        |        |        |  |
|  | 1B               | Norvegia         |                  |           |                |                |            |            |  |  |        |        |        |  |
|  | 2C               | Spagna           | 1                |           |                |                |            |            |  |  |        |        |        |  |
|  | 2C               | Spagna           | 1                |           | Norvegia (dtr) | Norvegia (dtr) | 1 (4)      |            |  |  |        |        |        |  |
|  |                  |                  |                  |           | Norvegia (dtr) | Norvegia (dtr) | 1 (4)      |            |  |  |        |        |        |  |
|  |                  |                  | Danimarca        | Danimarca | 1 (2)          |                |            |            |  |  |        |        |        |  |
|  | 1C               | Francia          | Danimarca        | Danimarca | 1 (2)          | 1 (2)          |            |            |  |  |        |        |        |  |
|  | 1C               | Francia          |                  |           |                |                |            |            |  |  |        |        |        |  |
|  | 3A               | Danimarca (dtr)  | 1 (4)            |           |                |                |            |            |  |  |        |        |        |  |

### Quarti di finale
| Arbitro: | Kirsi Heikkinen |

|                                               |           |  |
| M. Hammarström 3’ Öqvist 14’ Schelin 19’, 59’ | Marcatori |  |

| Arbitro: | Katalin Kulcsár |

|  |           |             |
|  | Marcatori | 26’ Laudehr |

| Arbitro: | Bibiana Steinhaus |

|                                                  |           |               |
| Gulbrandsen 24’ Paredes 43’ (aut.) Hegerberg 64’ | Marcatori | 90+2’ Hermoso |

| Arbitro: | Carina Vitulano |

|                                 |                      |                                                      |
| Nécib 71’ (rig.)                | Marcatori            | 28’ Rasmussen                                        |
| Nécib Thiney Le Sommer Delannoy | Tiri di rigore 2 – 4 | Røddik Hansen Rydahl Bukh Nadim Nielsen Arnth Jensen |

### Semifinali
| Arbitro: | Esther Staubli |

|  |           |              |
|  | Marcatori | 33’ Marozsán |

| Arbitro: | Kateryna Monzul' |

|                                      |                      |                                      |
| Christensen 3’                       | Marcatori            | 87’ Gajhede Knudsen                  |
| Gulbrandsen Dekkerhus Mjelde Rønning | Tiri di rigore 4 – 2 | Røddik Hansen Nielsen Nadim Brogaard |

### Finale
| Arbitro: | Cristina Dorcioman |

|            |           |  |
| Mittag 49’ | Marcatori |  |

## Statistiche

### Classifica marcatrici
5 reti
- Lotta Schelin

3 reti
- Nilla Fischer

2 reti
- Mia Brogaard
- Mariann Gajhede Knudsen
- Marie-Laure Delie
- Eugénie Le Sommer

- Louisa Nécib
- Wendie Renard
- Célia Okoyino da Mbabi
- Melania Gabbiadini

- Solveig Gulbrandsen
- Verónica Boquete
- Jennifer Hermoso
- Josefine Öqvist

1 rete
- Johanna Rasmussen
- Eniola Aluko
- Laura Bassett
- Toni Duggan
- Annica Sjölund
- Simone Laudehr
- Lena Lotzen
- Dzsenifer Marozsán

- Anja Mittag
- Dagný Brynjarsdóttir
- Margrét Lára Viðarsdóttir
- Ilaria Mauro
- Marit Fiane Christensen
- Ada Hegerberg
- Kristine Wigdahl Hegland

- Ingvild Isaksen
- Nelli Korovkina
- Elena Morozova
- Elena Terechova
- Alexia Putellas
- Kosovare Asllani
- Marie Hammarström

Autoreti
- Raffaella Manieri (in favore della Svezia)
- Irene Paredes (in favore della Norvegia)

### Premi
Scarpa d'oro
| Scarpa d'oro                  | Scarpa d'argento              | Scarpa di bronzo             |
| ----------------------------- | ----------------------------- | ---------------------------- |
| Lotta Schelin 5 reti 2 assist | Nilla Fischer 3 reti 0 assist | Louisa Nécib 2 reti 2 assist |

Squadra del torneo UEFA
| Portieri                                             | Difensori | Centrocampisti | Attaccanti                                                                                                |
| ---------------------------------------------------- | --- | --- | --- |
| Nadine Angerer Ingrid Hjelmseth Stina Lykke Petersen | Saskia Bartusiak Laure Boulleau Marit Fiane Christensen Nilla Fischer Annike Krahn Maren Mjelde Wendie Renard | Lena Goeßling Solveig Gulbrandsen Dzsenifer Marozsán Louisa Nécib Katrine Søndergaard Pedersen Caroline Seger Josefine Öqvist | Verónica Boquete Melania Gabbiadini Eugénie Le Sommer Célia Okoyino da Mbabi Lotta Schelin Gaëtane Thiney |